# Mexicope westralia
Mexicope westralia är en kräftdjursart som beskrevs av Just 200. Mexicope westralia ingår i släktet Mexicope och familjen Acanthaspidiidae. Inga underarter finns listade i Catalogue of Life.